# Jöns i Vräland
Jöns i Vräland eller Jöns Gullbrandsson, ibland kallad Jöns i Vräland den äldre, död 1671, var en svensk storbonde. Han spelade en viss roll som lokal talesperson för allmogen och stod åtalad för trolldom under Det stora oväsendet i Bohuslän. 
Han var en förmögen storbonde på Vråland i Långelanda socken. Han befann sig i en långdragen fejd med fogden Anders Larsson: Jöns hade år 1664 på uppdrag av allmogen på Orust författat en klagoskrift till den svenska riksdagen över skattefogden Anders Larssons indrivning, vilket fick till följd att Larsson 1665 hade försökt få honom dömd för uppvigling men förlorat målet. 
När det stora oväsendet började fängslades Jöns i juli 1669 på order från sin fiende Anders Larsson. 
Per Mattsson i Mollösund uppgav 1669 att Jöns hade närvarat på ett möte i Blåkulla där han fungerat som trumslagare, och Gertrud Corporalis bekräftade hans vittnesmål. 
Jöns uppges ha skrattat ut vittnesmålet inför rätten och han släpptes sedan han tillfrågats första gången. Per och Gertrud kunde heller inte känna igen honom inför rätten, och Per Larsson bekräftade inte deras vittnesmål. Iver i Staxäng nämnde 1671 Jöns bland de personer han angav som medbrottslingar. Börta Cornelis upprepade också senare vittnesmålet om att Jöns hade slagit på trumman i Blåkulla. 
I februari 1671 nämns Jöns som sittande i husarrest på sin gård under åtalspunkten misstänkt trolldom. 6 april 1671 gavs tillstånd att begrava Jöns i vigd jord, då han uppenbarligen hade avlidit under husarresten innan han kunde dömas.